# Бриту, Карлуш Луиш
Карлуш Луиш Цереха де Морайш Бриту (порт. Carlos Luís Cereja de Morais Brito; род. 21 сентября 1963, Порту) — португальский футболист, выступавший на позиции защитника. Позднее — тренер.

## Биография
Карлуш Луиш Бриту родился в Порту, Португалия. Брито играл за три северных клуба во время его четырнадцатилетней профессиональной карьеры. Вначале, он отправился в местный «Боавишта», но не сумел там закрепиться и перешел в соседнюю команду «Салгейруш».
Лучший год Карлуша в португальской премьер-лиге пришелся на сезон 1987/88, когда он забил три мяча, а также во всех 38 матчах. Но, к сожалению, его команда заняла лишь девятнадцатое место и покинула высший дивизион. В 1996 году, Бриту завершил карьеру в 33 года.